# Nippon Bunka Renmei

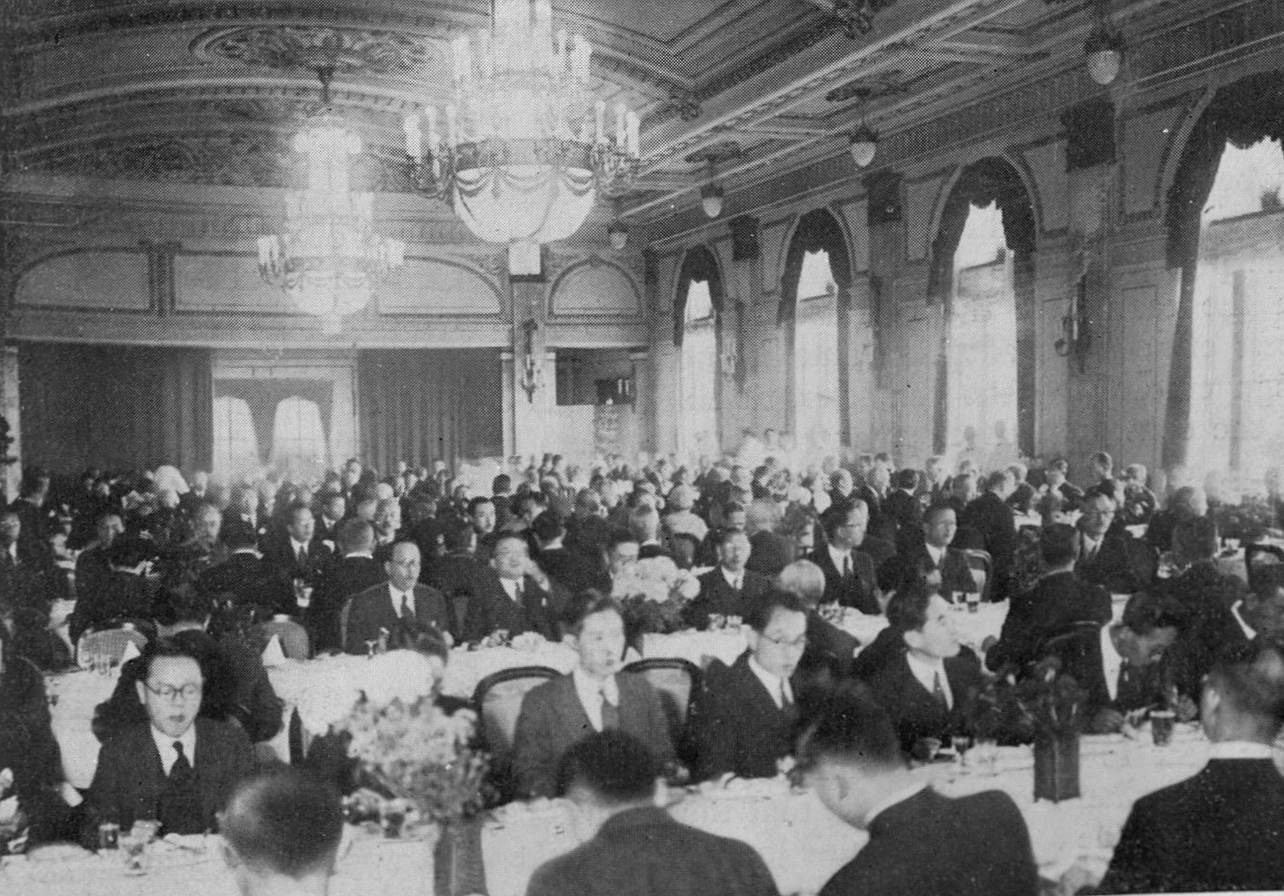
Festessen aus Anlass der Gründungsversammlung der Nippon Bunka Chūō Renmei, abgehalten im Tōkyō Kaikan (Stadtteil Marunouchi) am 2. Dez. 1937. Ansprachen hielten Fürst Shimazu Tadashige und der belgische Botschafter Albert Bassompierre. Ein Grußwort kam vom Premier Konoe Fumimaro.

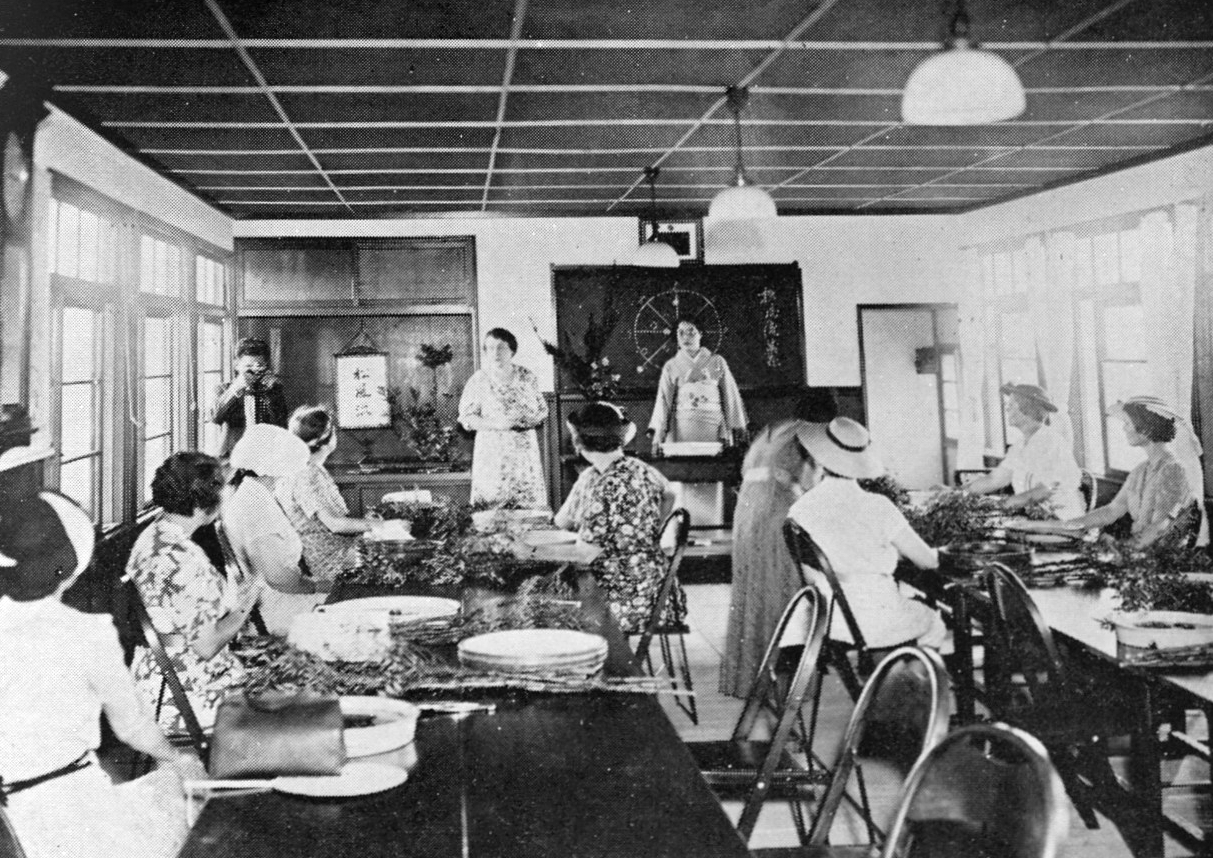
Amerikanische und kanadische Lehrerinnen besuchen auf Einladung der Nippon Bunka Renmei einen Kurs zum Blumenstecken in Tokyo (13. Aug. 1938).

Nippon Bunka Renmei (日本文化聯盟), die „japanische Kulturvereinigung“, diente in den späten 1930er Jahren dazu, die Idee der Einmaligkeit Japans (im politischen Bereich bokuminkan) auf einer kulturellen Ebene zu verbreiten. D. h. sie diente als Werkzeug, gebildeteren Schichten, z. B. vermittels Ikebana, als „typisch japanische Kunst“ – im frühen 20. Jahrhundert vor allem praktiziert von Frauen der gebildeten oberen Mittelklasse – die Konzepte des Yamato-damashii bzw. Kokutai näher zu bringen.

## Geschichte
Matsumoto Gaku (松本学; 1887–1974), propagierte für internationale Beziehungen das Konzept einer „Welt-Familie,“ die letztendlich den Völkerbund obsolet machen sollte.

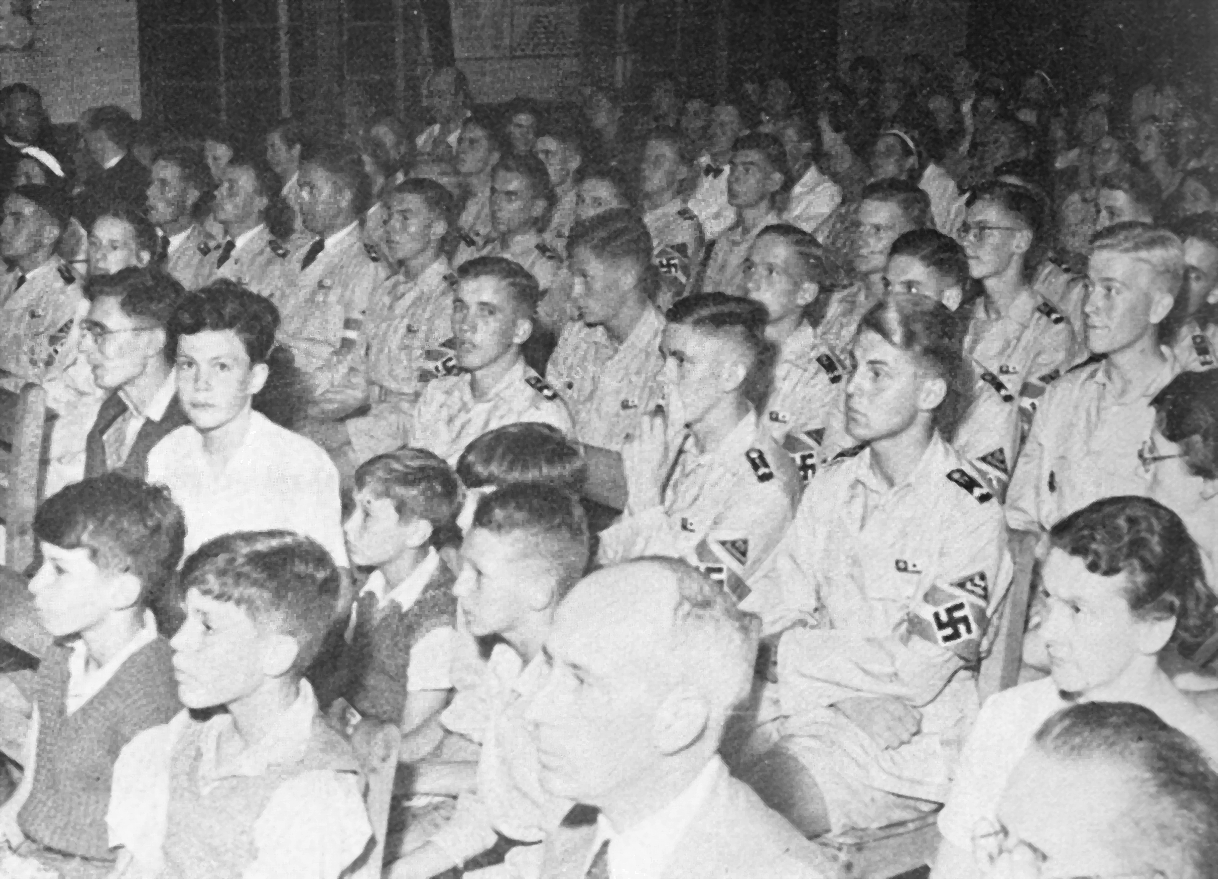
Rund 120 Angehörige der HJ, auf Besuch im japanischen Kurort Karuizawa, besuchen eine Vorschau des Propagandafilms Makiba monogatari am 24. Aug. 1938 in der Stadthalle.

Bald nach Beginn des China-Zwischenfalls im Herbst 1937 gründete man sich als Nippon Bunka Chūō Renmei (日本文化中央聯盟) neu (auf engl. „Central Federation of Nippon Culture“). Man wollte speziell „kulturelle Aktivitäten in den Dienst der nationalen Einheit“ stellen. Zu den Aktivitäten gehörten, neben einer regen Publikationstätigkeit, Seminare, die „Influenzern“ die Idee des „japanischen Erwachens“ und das Vorgehen in China schmackhaft machen sollten. Hierbei traten u. a. der Vizeadmiral Godō Takuo (1877–1956), Takakusu Junjirō und Ashida Hitoshi auf. Auf Versammlungen zeigte man auch Filme über das soziale Engagement der Hitlerjugend oder der italienischen Marine. Weite Verbreitung fand der 1938 von Tōhō produzierte, auf Englisch als Tale of a Pasture (Makiba monogatari, 牧場物語) bezeichnete Propagandafilm. Ideologisch driftete man mit Fortdauer des Krieges noch weiter nach rechts, die Aktivitäten wurden aber ab 1941 stark eingeschränkt, was auch daran lag, dass die vertretenen Ideen im Rahmen des Kriegseinsatzes der Heimatfront sowieso zur Staatsdoktrin geworden waren.
Die Ideen des Vereins wirkt insofern bis heute fort, als dass die meisten Propagandisten, teilweise nach einer gewissen Schamfrist, nach dem Kriege weiterhin einflussreiche Stellungen innehatten. Dies gilt sowohl für Matsumoto Gaku als auch Fujisawa Chikao, der zu einem oft zitierten Spezialisten für Shintō arrivierte. Es ist auch heute noch möglich, spezielle Studentenvisa für Langzeitaufenthalte zum Erlernen von Ikebana oder Aikidō zu erhalten.

### Führendes Personal
Als Präsident der Gesellschaft fungierte zuerst das Oberhausmitglied Matsumoto Gaku. Er wurde vom 1935 pensionierten Admiral Fürst Shimazu Tadashige (島津忠重; 1886–1968) abgelöst.
Nachdem 1937 die Position eines Vizepräsidenten geschaffen wurde, übernahm der Präsident der Akademie der Wissenschaften (帝国学士院), Sakurai Jōji (桜井錠二) diesen Posten.
Im Direktorium saß die Crème der japanischen Faschismustheoretiker. Im Vorstand war, die von Anfang treibende Kraft von Anfang an der „Tennōismus“-Prediger Fujisawa Chikao (Schüler von Kaeki Katsuhiko), Ishikawa Michiji und Ōgushi Toyoo. Andō Susumu fungierte als Generalsekretär. Ebenfalls im Vorstand war Inoue Kōjirō.
1938 leitete dann das Oberhausmitglied Koyama Matsukichi (小山松吉, 1869–1948) den Vorstand, ihm standen der Vize-Erziehungsminister Itō Enkichi (伊東延吉) und Tōgō Shigenori, japanischer Botschafter in Berlin zur Seite.

### Unterorganisationen

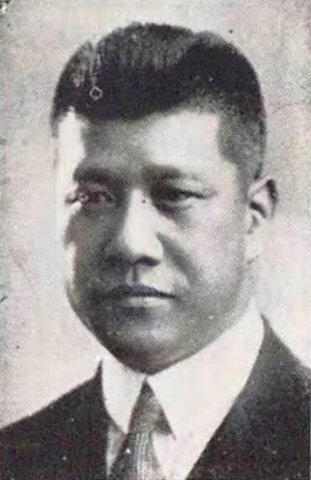
Matsumoto Gaku (松本学), ca. 1940

Im Jahre 1938 bestanden in Japan 297 Orts- und Untergruppen. Wichtigere Interessengruppen waren:
- Hōjin-sha (邦人社). Widmete sich der Propagierung des „Hōjinismus“ einer Blut-und-Boden-Theorie, die die „absolute Einheit von Land und Mensch“ verkündete.[3] Führender Ideologe[4] war auch hier der in einer leitenden Stelle im Innenministerium tätige „Kommunistenfresser“ Matsumoto Gaku, dessen über 63 Jahre geführten Tagebücher eine wichtige zeitgenössische Quelle zum Aufstieg der Rechten darstellen.[5]
- Folkloregesellschaft: Nippon Minzoku Kyōkai (日本民俗協會). Hierzu gehörte auch die Dialektforschung.
- „Gesellschaft zur Literaturdiskussion“, wobei entsprechende Lesezirkel bevorzugt Völkisches wählten.
- „Gesellschaft für klassisch japanische Militärübungen“ (日本古武道掁奥會) als da sind Kendō, Iaidō, Kyūdō, Yabusame usw.
- „Gesellschaft zum Studium japanischer Medizin“ (日本醫道會)
- „Gelehrte Gesellschaft für Biographien(kunde):“ Denki-gaku kai (伝記学會)
- „Liga der japanischen Bühnenschaffenden“

Verbunden war man auch der Ostasiatischen Kulturvereinigung (東亜文化協議會), die im Herbst 1938 gegründet wurde, um Japanisches im besetzten Teil Nordchinas zu verbreiten.

## Hauseigene Zeitschriften
- Cultural Nippon, 1933–1941, vierteljährlich. Zur Auslandspropaganda, vor allem Englisch, teilweise in anderen europäischen Sprachen. Chefredakteur war Ishikawa Michiji.
- 文化日本 (Bunka Nippon), ab Nov. 1937 monatliches Mitteilungsblatt für Mitglieder, üblicherweise 12 Seiten.
- 邦人 (Hōjin), monatlich
- 日本民俗 (Nippon Minzoku), monatlich, 1935–38
- 伝記 (Denki), 1934–45 [reprint 1974 bei 広文庫 in 11 Bde.]